# Oroderes uniformis
Oroderes uniformis är en skalbaggsart som beskrevs av Blackburn 1890. Oroderes uniformis ingår i släktet Oroderes och familjen långhorningar. Inga underarter finns listade i Catalogue of Life.